# Faculté d'informatique et d'ingénierie de l'université d'Ulster
 (avril 2023).
La Faculté d'informatique et d'ingénierie est l'une des six facultés d'enseignement et de recherche de l'université d'Ulster. Au sein de la faculté se trouvent quatre écoles et trois instituts de recherche. La faculté est répartie sur le campus de l'université d'Ulster à Belfast, Coleraine et Magee. L'université d'Ulster est par ailleurs membre du Conseil des professeurs d'ingénierie (EPC), l'organe représentatif de l'ingénierie dans l'enseignement supérieur britannique.

## Écoles

### École d'informatique et d'ingénierie de l'information
L'école d'informatique et d'ingénierie de l'information de l'université d'Ulster (abrégé en SCIE) est située sur le campus de Coleraine de l'université d'Ulster, dans le comté de Derry (Irlande du Nord).

### École d'informatique et de systèmes intelligents
L'école d'informatique et de systèmes intelligents de l'université d'Ulster (abrégé en SCIS) se trouve dans la ville de Londonderry au sein du Magee College de l'université d'Ulster, dans le comté de Derry (Irlande du Nord). Le SCIS porte principalement sur l'enseignement et la recherche dans les domaines de l'informatique, des jeux vidéos, de l'électronique, de la robotique et du multimédia. L'école propose actuellement cinq principaux cursus de licence dans les domaines susmentionnés et trois cursus de master d'une durée d'un an portant sur les technologies créatives, les systèmes intelligents et les services financiers. Des opportunités de recherche doctorale sont également disponibles grâce à l'école doctorale de recherche.

#### Histoire
La SCIS a été créée en 2001 par la fusion de l'École d'informatique et de mathématiques, et de l'École d'ingénierie sur le campus de Magee. Le premier directeur de l'école était le professeur Martin McGinnity, de 2001 à 2005. Il est par la suite devenu directeur du Centre de recherche sur les systèmes intelligents. Le professeur Liam Maguire est l'actuel directeur de l'école, depuis 2005. C'est en mars 2009 que la conférence professorale inaugurale de ce dernier eu lieu devant un public.

#### Activités notables
Les étudiants ont par le passé participé à des concours et à des événements organisés par les plus grandes sociétés de logiciels et l'industrie. Les étudiants actuels y participent toujours. En 2009, les étudiants du cursus jeux vidéo ont participé au concours international de jeux vidéo Dare to Be Digital à Édimbourg. Microsoft a également collaboré avec l'école pour l'organisation du Games Summit, intitulé XNAFEST 2009. En 2008, les meilleurs étudiants du cursus informatique ont été récompensé pour leurs exploits académiques lors d'une cérémonie de remise de prix au cours de laquelle les étudiants ont reçu des prix de certaines des meilleures entreprises informatiques d'Irlande du Nord.

### École d'informatique et de mathématiques
L'école d'informatique et de mathématiques de l'université d'Ulster (abrégé en SCM) est située à Newtownabbey sur le campus de Jordanstown de l'université d'Ulster, dans le comté d'Antrim, (Irlande du Nord).

### École d'ingénieurs
L'école d'ingénierie de l'Université d'Ulster (abrégé en SCE) est également située à Newtownabbey sur le campus de Jordanstown, dans le comté d'Antrim (Irlande du Nord), ainsi qu'à Derry sur le campus Magee de l'Université d'Ulster, dans le comté de Londonderry, (Irlande du Nord).

## Instituts de recherche
La recherche à l'École d'informatique et des systèmes intelligents (SCIS) est dirigée par le Centre de recherche sur les systèmes intelligents (ISRC), cette dernière est entreprise par le personnel académique. L'ISRC a été officiellement lancé en mai 2007 par Nigel Dodds, à l'époque ministre de l'Économie. La recherche de cette école porte sur les domaines de l'intelligence computationnelle, des réseaux de neurones, des systèmes intelligents flous, de l'intelligence artificielle, de la robotique cognitive, de l'intelligence ambiante, des réseaux de capteurs sans fil et de l'interfaçage cerveau-ordinateur. L'ISRC a été ouvert en 2006, grâce à l'investissement de 20 000 000 livres sterling d'Invest Northern Ireland, d'ILEX et de l'université d'Ulster. Il s'agit du plus gros investissement de recherche dans les 150 ans d'histoire du campus de Magee.